# Порядок наследования французского престола (Бурбоны)

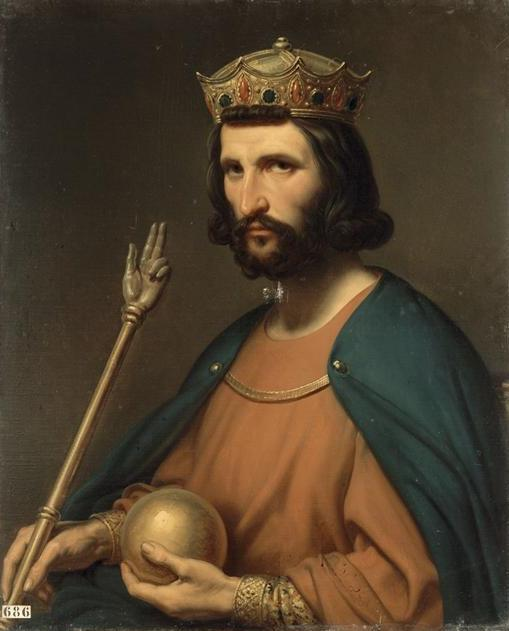
Гуго Капет (ок. 940—996), граф Парижский (956—996), герцог Франции (960—987), король Франции (987—996), основатель династии Капетингов

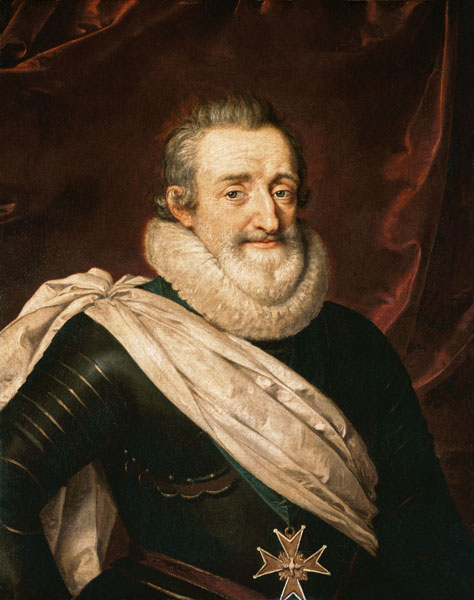
Генрих IV (1553—1610), герцог Вандомский (1562—1589), король Наварры (1572—1610), первый король Франции из династии Бурбонов (1589—1610)

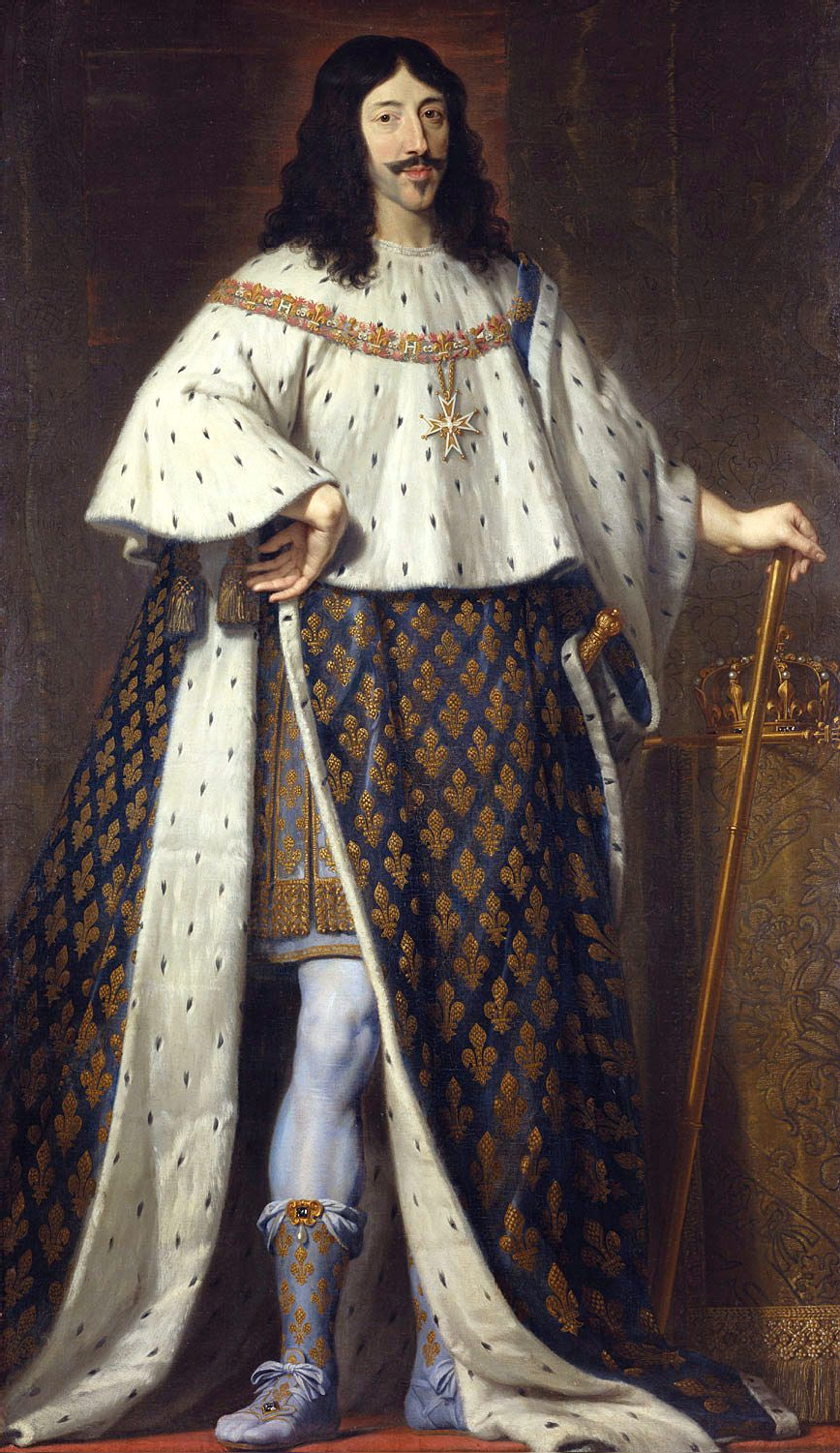
Людовик XIII (1601—1643), король Франции (1610—1643)

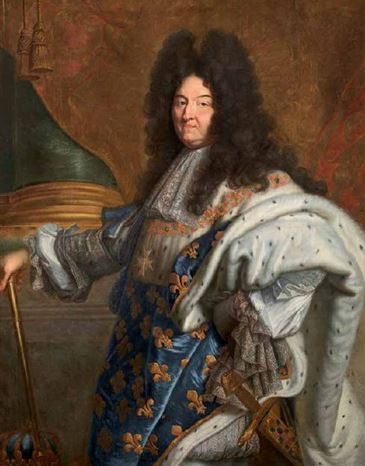
Людовик XIV (1638—1715), король Франции из династии Бурбонов (1643—1715)

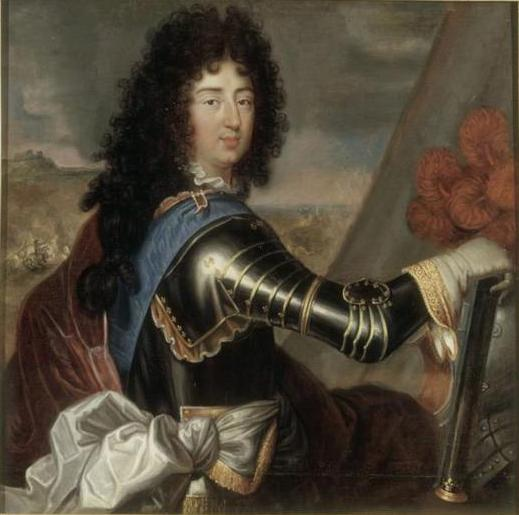
Филипп I Орлеанский (1640—1701), родоначальник Орлеанской ветви дома Бурбонов.

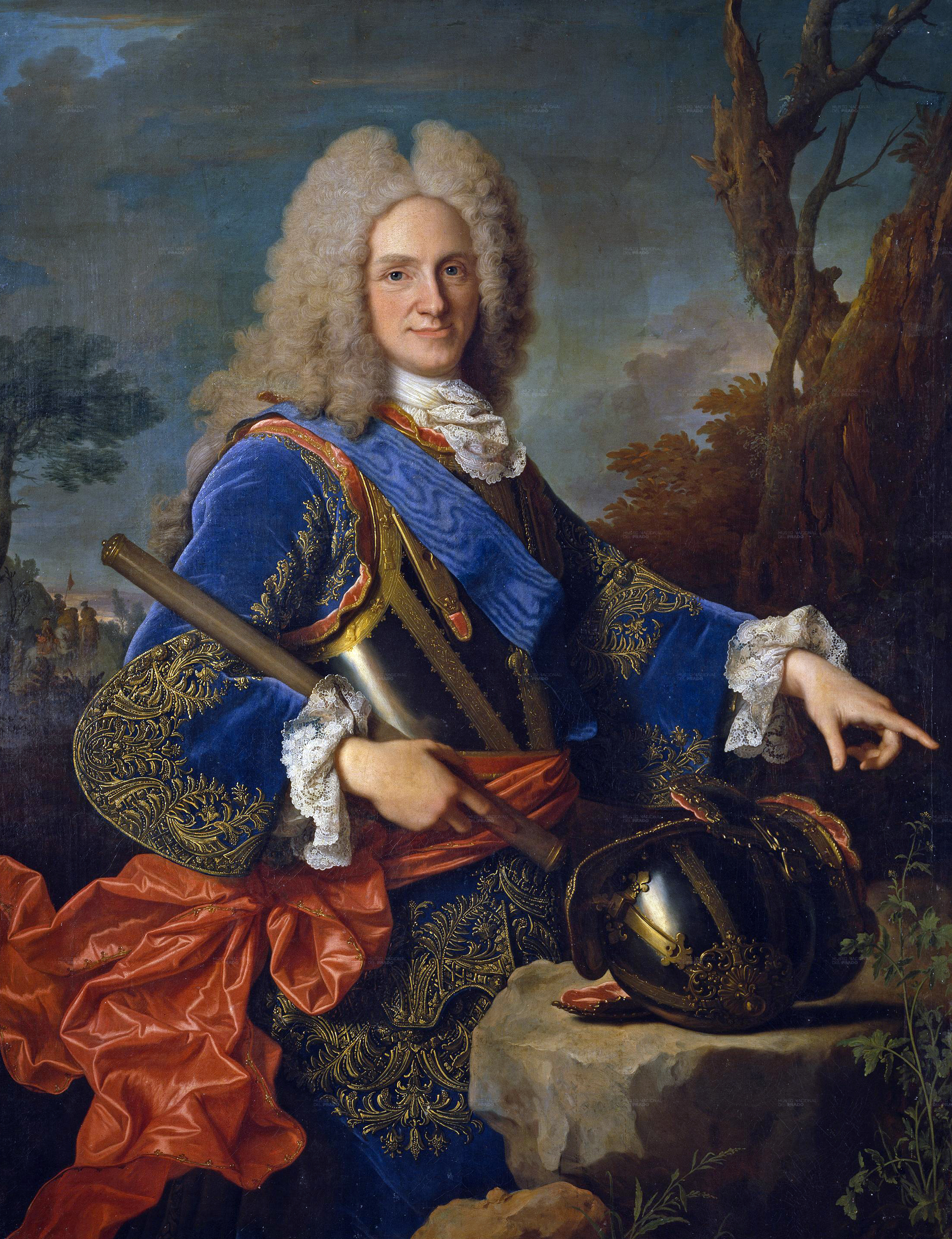
Филипп V (1683—1746), герцог Анжуйский (1683—1700), первый король Испании из династии Бурбонов (1700—1724, 1724—1746)

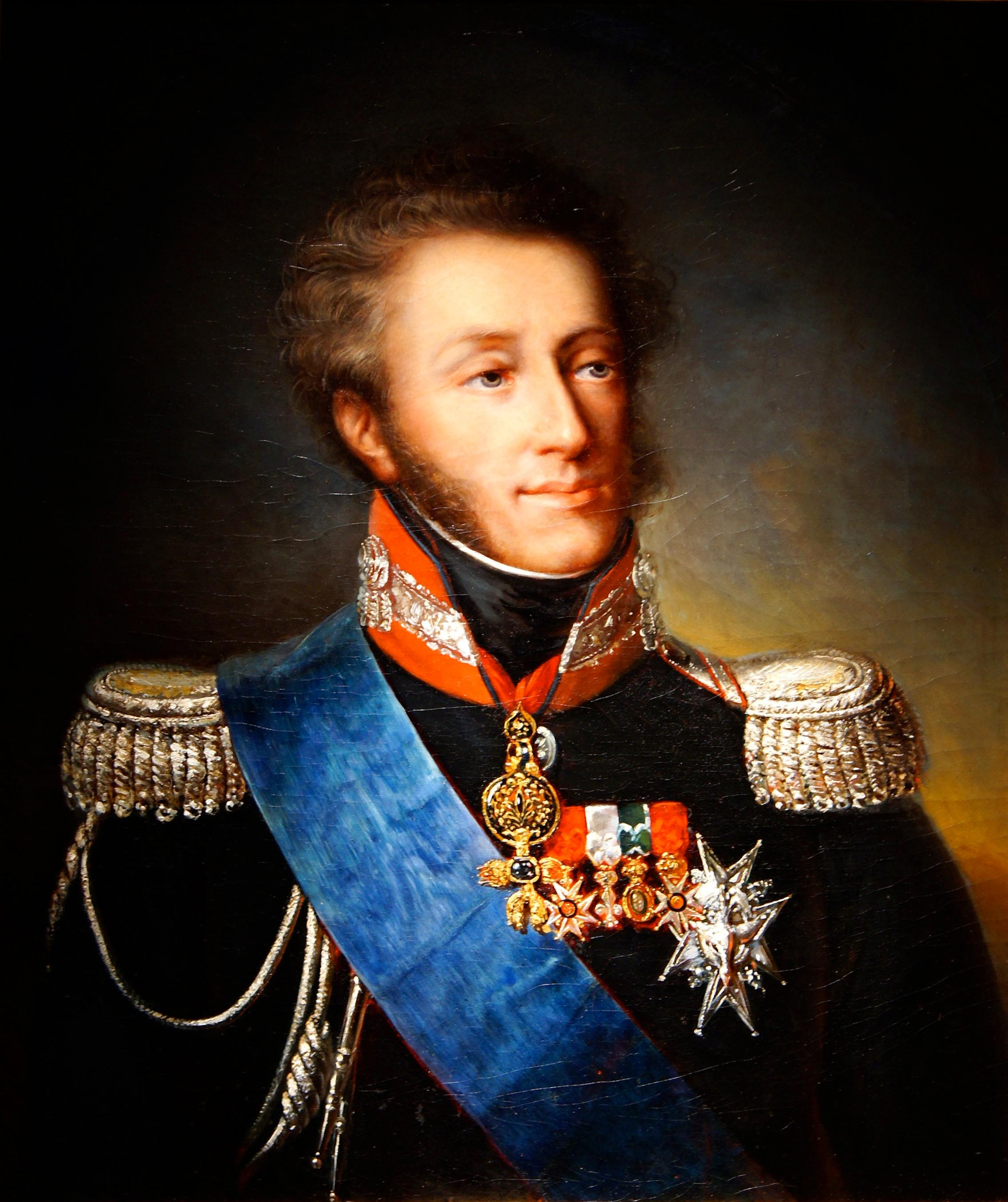
Людовик XIX (1775—1844), дофин Франции (1824—1830), герцог Ангулемский, титулярный король Франции (1836—1844)

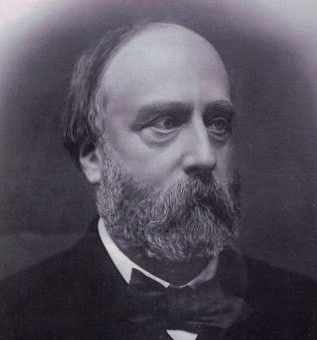
Генрих V (1820—1883), легитимистский претендент на французский престол (1844—1883)

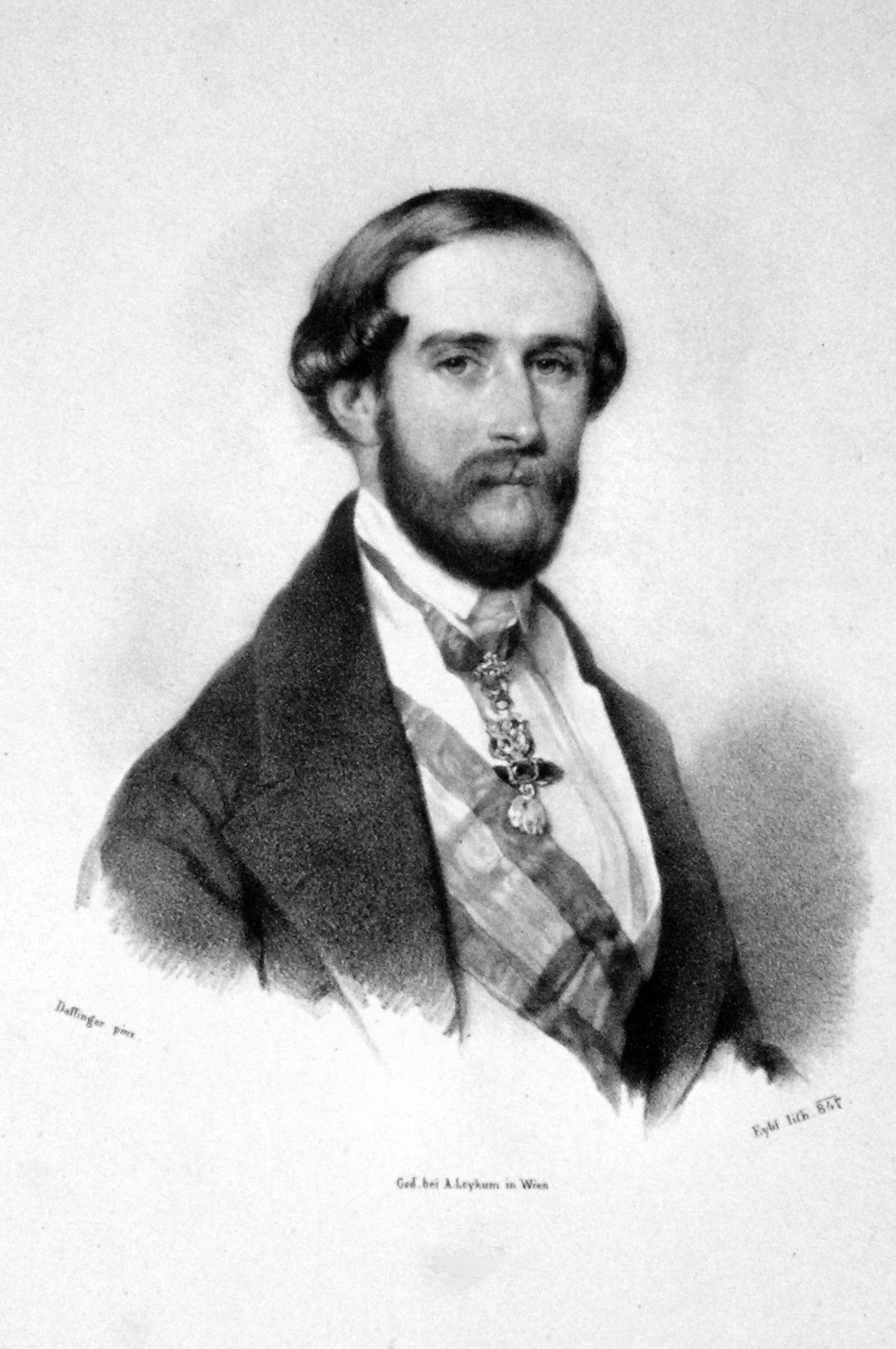
Иоанн III (1822—1887), карлистский претендент на испанский престол (1861—1868), легитимистский претендент на французский трон (1883—1887)

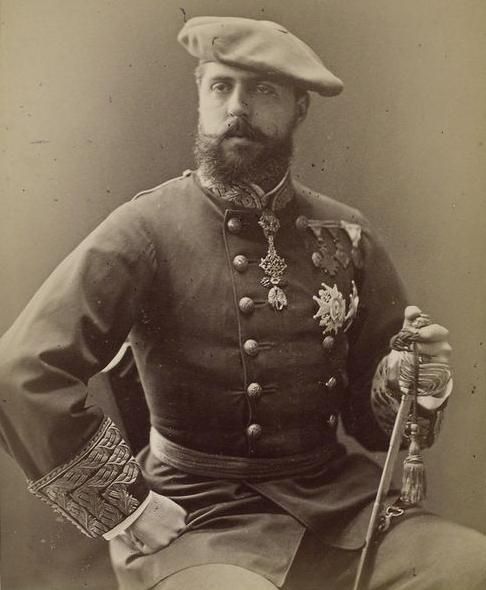
Карл XI (1848—1909), карлистский претендент на испанский трон (1868—1909), титулярный король Франции (1887—1909)

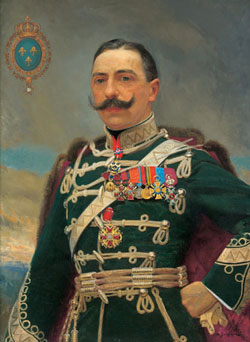
Иаков I (1870—1931), карлистский претендент на испанский престол (1909—1931), титулярный король Франции (1909—1931)

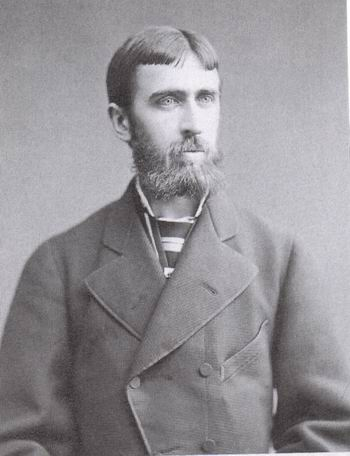
Карл XII (1849—1936), карлистский претендент на испанский престол (1931—1936), титулярный король Франции (1931—1936)

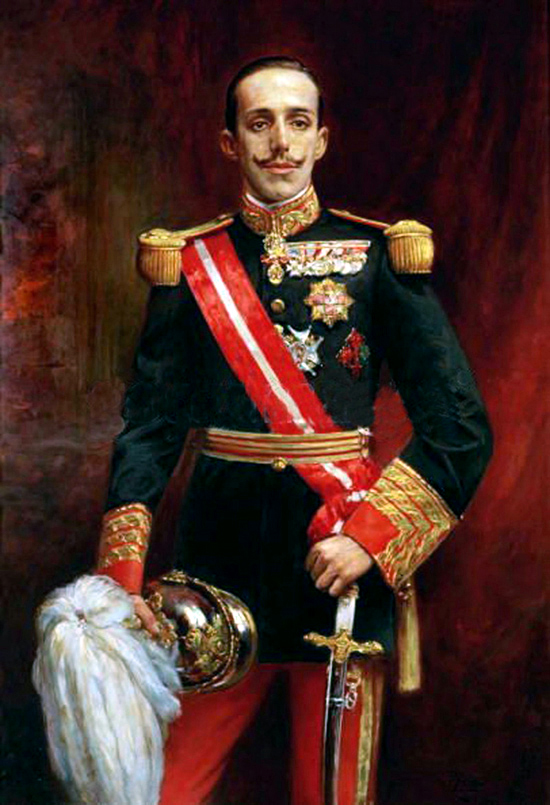
Альфонс I (1886—1941), король Испании (1886—1931), лигитимистский претендент на французский престол (1936—1941)

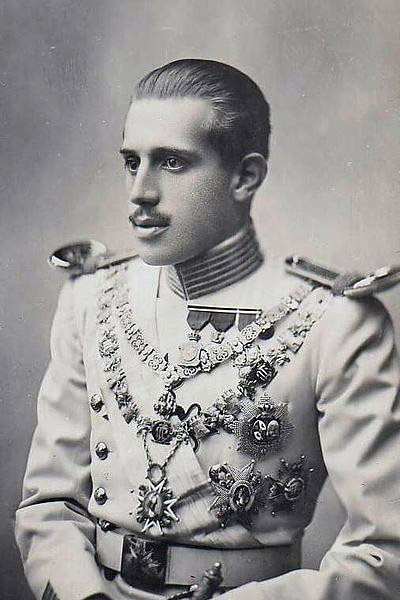
Генрих VI (1908—1975), герцог Сеговии (1933—1975) и Анжуйский (1941—1945), легитимистский претендент на французский королевский трон (1941—1975)

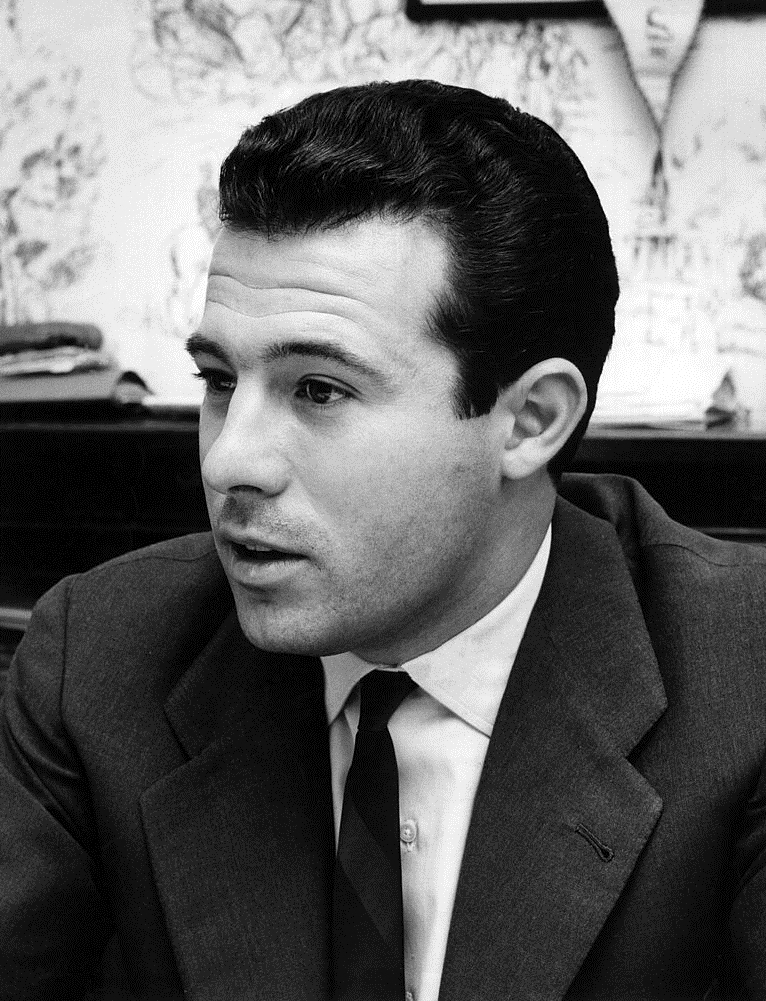
Альфонс II (1936—1989), герцог Бурбонский (с 1950) и Анжуйский (с 1975), легитимистский претендент на французский трон (1975—1989)

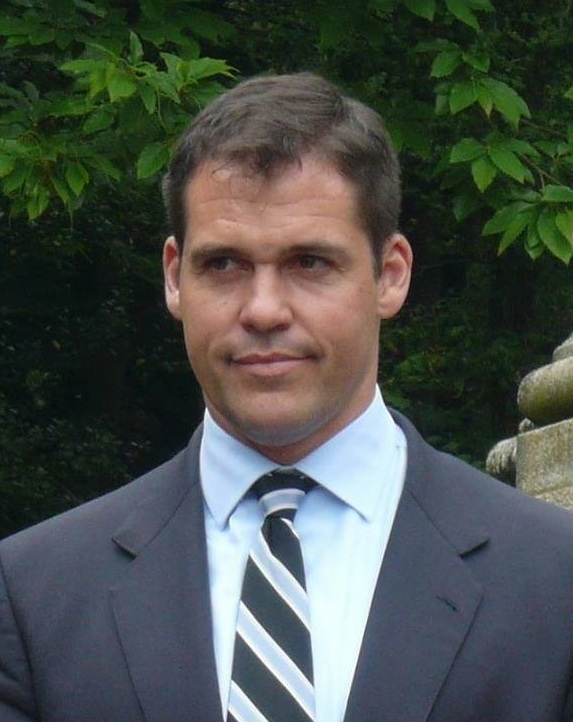
Людовик XX (род. 1974), герцог Туреньский (с 1981), Бурбонский (с 1984) и Анжуйский (с 1989), легитимистский претендент на французский королевский престол с 1989 года

Династия Капетингов — самая крупная династия в Европе. В настоящее время более 120 живущих человек ведут своё происхождение от короля Франции Людовика XIII. После угасания дома Куртене в 1733 году Бурбоны являются единственной сохранившейся ветвью Капетингов законного происхождения.

## Ветви династии Капетингов
Самой старшей и первой отделившийся от Капетингов ветвью был Старший Бургундский дом, который ведёт свое начало от сына короля Франции Роберта II — Роберта I Бургундского, получившего в 1032 году титул герцога Бургундии. Кардинальное отличие этой ветви заключалось в том, что эти земли преобразовались из Королевства Бургундов в Бургундское герцогство, которое было фактически полностью независимым от французских монархов. В X веке Бургундии правили представители Бургундской ветви династии Робертинов (предшественников Капетингов), после угасания которого герцогство унаследовал король Роберт II. Позже от Капетингов отделилось ещё несколько ветвей: Куртене (угасла в 1473 году), Дрё (угасла в 1464 году), Бурбоны, Анжу-Сицилийский дом (угасла в 1414 году), а также династия Валуа, ведущая начало от графа Карла Валуа. Его сын под именем Филипп VI после угасания старшей линии Капетингов стал в 1328 году королём Франции. При этом был применён так называемый Салический закон, согласно которому правом наследования французского престола обладали только мужчины. Впервые этот закон был использован в 1316 году.
Династия Валуа, в свою очередь, разделилась на несколько ветвей. Первой отделилась Алансонская ветвь, идущая от графа Карла II Алансонского, брата короля Филиппа VI (угасла в 1425 году). После смерти Филиппа I Руврского первый Бургундский дом угас, а его владения перешли к Бургундской ветви династии Валуа, родоначальником которой был Филипп II Смелый, сын короля Франции Иоанна II Доброго и Бонны Люксембургской. Герцоги Бургундские посредством браков объединили в своих руках немало владений, создав так называемое Бургундское государство, и были фактически полностью независимыми от Франции. Династия угасла после гибели в 1477 году герцога Карла Смелого, оставившего только дочь Марию. От ещё одного сына короля Иоанна II, герцога Людовика I Анжуйского пошла Анжуйская ветвь дома Валуа, угасшая в 1481 году. От герцога Людовика I Орлеанского, сына короля Карла V, происходит Орлеанская ветвь Валуа. После угасания в 1498 году старшей линии Валуа французский престол перешёл к представителям Орлеанской ветви: сначала к Людовику XII Орлеанскому, не имевшего сыновей, затем к его родственнику Франциску I, графу Ангулемскому. Потомки Франциска I правили во Франции до 1589 года, когда после смерти короля Генриха III династия Валуа окончательно угасла.
Согласно Салическому закону французский престол мог перейти только к представителям династии Капетингов. Единственной неугасшей ветвью династии в это время остался Бурбонский дом, происходящий от Роберта де Клермона, одного из сыновей короля Людовика IX Святого. Бурбоны в своё время разделились на 2 основные ветви: старшую, которая угасла после гибели в 1527 году коннетабля Карла III де Бурбона, и младшая (вандомская), старшим представителем которой в 1589 году был король Наварры Генрих де Бурбон. Именно он после смерти Генриха III унаследовал титул короля Франции под именем Генриха IV.
Старшая ветвь королевской династии Бурбонов угасла в 1883 году со смертью Генриха де Шамбор, внука короля Франции Карла X, свергнутого в 1830 году. Но в настоящее время сохранилось несколько ветвей династии Бурбонов. 
- Орлеанская ветвь Бурбонов, потомки герцога Филиппа I Орлеанского, младшего сына короля Людовика XIII. Один из его потомков под именем Луи-Филипп I был в 1830—1848 годах королём Франции. Потомки его старшего сына, Фердинанда, считают себя претендентами на титул короля Франции. Также существует 2 младших ветви династии. Родоначальником одной из них, Орлеан-Браганса, был внук Луи-Филиппа I, Гастон, женатый на бразильской принцессе, благодаря чему его потомки претендуют на титул императора Бразилии. Родоначальником другой ветви, Орлеан-Галлиера, был младший сын Луи-Филиппа I Антуан.
- Испанские Бурбоны, потомки короля Испании Филиппа V, внука короля Франции Людовика XIV, который по итогам войны за Испанское наследство в 1713 году утвердился на испанском престоле. Данная династия разделилась на несколько ветвей. После карлистских войн на испанском престоле утвердились потомки королевы Изабеллы II и её двоюродного брата Франсиско Асисского. К этой ветви происходит Филипп VI, который в настоящее время является королём Испании. Также в настоящее время существует ещё 2 младшие ветви Испанских Бурбонов: Неаполитанские Бурбоны, потомки короля Обеих Сицилии Фердинанда I, и Пармские Бурбоны, потомки Филиппа I, герцога Пармы и Пьяченцы, одного из младших сыновей короля Испарии Филиппа V. Один из представителей Пармских Бурбонов, Жан, стал в 1964 году великим герцогом Люксембурга, сейчас великим герцогом является его сын Анри.

## Патрилинейный порядок
Линия Капетингов прослеживается более 1200 лет и является одной из старейших в Европе. Династия достигла королевского статуса в 888 году, при избрании Эда (Робертины) королём Франции , и в 987 году, после избрания королём Гуго Капета, что делает её самой старой королевской династией Западной Европы.
1. Роберт Сильный, маркграф Нейстрии, 820—866
2. Роберт I, король франков, 866—923
3. Гуго Великий, герцог франков, 895—956
4. Гуго Капет, король франков, 941—996
5. Роберт II, король Франции, 972—1031
6. Генрих I, король Франции, 1008—1060
7. Филипп I, король Франции, 1053—1108
8. Людовик VI, король Франции, 1081—1137
9. Людовик VII, король Франции, 1120—1180
10. Филипп II Август, король Франции, 1165—1223
11. Людовик VIII, король Франции, 1187—1226
12. Людовик IX, король Франции, 1214—1270
13. Роберт, граф де Клермон, 1256—1317
14. Людовик I, герцог де Бурбон, ок. 1280—1342
15. Жак I, граф де ла Марш, 1315—1362
16. Жан I, граф де Ла Марш, 1344—1393
17. Людовик, граф де Вандом, ок. 1376—1446
18. Жан II, граф Вандомский, 1428—1478
19. Франсуа, граф де Вандом, 1470—1495
20. Карл, герцог Вандомский, 1489—1537
21. Антуан, король Наварры, 1518—1562
22. Генрих IV, король Франции, 1553—1610
23. Людовик XIII, король Франции, 1601—1643

## Текущий порядок наследования

### Главная ветвь Бурбонов
- Король Людовик XIII (1601—1643)
  -  Король Людовик XIV (1638—1715)
    -  Людовик, дофин Франции (1661—1711)
      - Людовик, герцог Бургундский (1682—1712)
        -   Король Людовик XV (1710—1774)
          -  Людовик Фердинанд, дофин Франции (1729—1765)
            -  Король Людовик XVI (1755—1793)
              -   Король Людовик XVII (1785—1795)

            -  Король Людовик XVIII (1755—1824)
            -   Король Карл X (1757—1836)
              - Людовик, герцог Ангулемский (1775—1844)
              -  Шарль-Фердинанд, герцог Беррийский (1778—1820)
                -  Генрих де Шамбор (1820—1883)

      -  Король Испании Филипп V (1683—1746)
        -  Король Испании Луис I (1707—1724)
        -  Король Испании Фердинанд VI (1713—1759)
        -  Король Испании Карл III (1716—1788)
          -   Карл IV, король Испании (1748—1819)
            -  Король Испании Фердинанд VII (1784—1833)
              - Дон Карлос Старший (1788—1855)
                - Карл, граф де Монтемолин (1818—1861)
                - Хуан, граф Монтисон (1822—1887)
                  - Дон Карлос Младший (1848—1909)
                    -  Хайме, герцог Мадридский (1870—1931)

                  -  Альфонс-Карлос, герцог Сан-Хайме (1849—1936)

                -  Фернандо, инфант Испании (1824—1861)

              -  Франсиско, герцог Кадисский (1794—1865)
                - Франсиско де Асис Бурбон (1822—1902)
                  -   Альфонсо XII, король Испании (1857—1885)
                    -   Альфонсо XIII, король Испании (1886—1941)
                      - 'Альфонсо де Бурбон, принц Астурийский (1907—1938)
                      - 'Инфант Хайме, герцог Сеговии (1908—1975)
                        - Альфонсо, герцог Кадисский (1936—1989)
                          -  Луис Альфонсо, герцог Анжуйский (род. 1974)
                            - (1) Луис де Бурбон, герцог Бургундский (род. 2010)
                            - (2)Альфонсо де Бурбон, герцог Беррийский (род. 2010)
                            -  (3) Энрике де Бурбон, герцог Туреньский(род. 2019)

                        -  Гонсало, герцог Аквитанский (1937—2000)

                      -  Инфант Хуан, граф Барселонский (1913—1993)
                        -  (4)  Хуан Карлос I (род. 1938)
                          -  (5)  Король Испании Филипп VI (род. 1968)

                -  Энрике, герцог Севильский (1823—1870)
                  - Энрике, герцог Севильский (1848—1894)
                  - Франсиско де Паула де Бурбон-и-Кастельви (1853—1942)
                    - Франсиско де Паула де Бурбон-и-де-ла-Торре, герцог Севильский (1882—1952)
                      -  Франсиско де Паула де Бурбон-и-Бурбон (1912—1995)
                        - Дон Франсиско де Бурбон-и-Эскасани, 5-й герцог Севильский (1943—2025)
                          - (6) Дон Франсиско де Бурбон-и-Харденберг (род. 1979)
                            -  (7) Дон Франсиско Максим де Бурбон (род. 2017)

                        - Дон Альфонсо Карлос де Бурбон-и-Эскасани (1945—2025)
                          - (8) Дон Альфонсо де Бурбон-и-Йорди (род. 1973)

                        -  (9) Дон Энрике де Бурбон-и-Гарсия-де-Лобез (род. 1970)

                    - Хосе де Бурбон-и-де-ла-Торре (1883—1962)
                      - Карлос де Бурбон-и-Рич (1915—1978)
                        -  (10) Дон Карлос де Бурбон-и-Оро (род. 1940)

                    -  Альфонсо Мария де Бурбон-и-Леон, маркиз де Сквилаш (1891—1936)
                      - Альфонсо де Бурбон-и-Леон, маркиз де Сквилаш (1926—2018)
                      -  Луис-Альфонсо де Бурбон-и-Леон (1927—1952)

                  -  Альберто Мария де Бурбон-и-Кастельви, 1-й герцог Санта-Елена (1854—1939)
                    -  Альберто Мария де Бурбон-и-д’Аст, 2-й герцог Санта-Елена (1883—1959)
                      -  Альфонсо Мария де Бурбон-и-Пинто, маркиз де Санта-Фе-де-Гвардиола (1909—1938)
                        - Альберто де Бурбон-и-Перес-дель-Пульгар, 3-й герцог Санта-Елена (1933—1995)
                          -  (11) Дон Альфонсо Гонсало де Бурбон-и-Санчес, 4-й герцог де Санта-Елена (род. 1961)
                            -  (12) Дон Альфонсо де Бурбон-и-Эскрива-де-Романи (род. 1995)

                        -  Альфонсо де Бурбон-и-Перес-де-Пульгар (1937—2007)
                          - Альфонсо де Бурбон-и-Медина (1963—2005)
                            -  (13) Дон Альфонсо де Бурбон-и-Перес-Менцель (род. 1999)

                          - Дон Фернандо де Бурбон-и-Медина (1966—2025)
                            - (14) Фернандо де Бурбон-и-Вальехо (род. 2001)
                            -  (15) Игнасио де Бурбон-и-Вальехо (род. 2005)

                          - (16) Дон Хайме де Бурбон-и-Медина (род. 1971)

            -  Король Обеих Сицилий Фердинанд I (1751—1825)
              -  Король Обеих Сицилий Франциск I (1777—1830)
                -  Король Обеих Сицилий Фердинанд II (1810—1859)
                  -  Король Обеих Сицилий Франциск II (1836—1894)
                  - Луиджи Бурбон-Сицилийский (1838—1886)
                  - Альфонсо Бурбон-Сицилийский, граф ди Казерта (1841—1934)
                    - Фердинанд Пий Бурбон-Сицилийский, герцог ди Калабрия (1869—1960)
                    - Карлос, принц Бурбон-Сицилийский (1870—1949)
                      - Альфонсо Мария Бурбон-Сицилийский (1901—1964)
                        -  Карлос, герцог Калабрийский (1938—2015)
                          -  (17) Принц Педро Бурбон-Сицилийский, герцог Калабрийский (род. 1968)
                            - (18)  Принц Хуан Бурбон-Сицилийский (род.2003)
                            - (19)  Принц Пабло Бурбон-Сицилийский (род. 2004)
                            - (20)  Принц Педро Бурбон-Сицилийский (род. 2007)

                      -  Карлос Бурбон-Сицилийский (1908—1936)

                    - Раньери, герцог Кастро (1883—1973)
                      -  Фердинанд, герцог Кастро (1926—2008)
                        -  (21)  Принц Карло Бурбон-Сицилийский, герцог Кастро (род. 1963)

                    - Филиппо Бурбон-Сицилийский (1885—1949)
                      -  Каэтано Бурбон-Сицилийский (1917—1984)
                        - (22)  Адриан де Бурбон (род. 1948)
                          -  (23)  Филиппе де Бурбон (род. 1977)

                        -  (24)  Грегори де Бурбон (род. 1950)
                          - (25)  Кристиан де Бурбон (род. 1974)
                          -  (26)  Раймонд де Бурбон (род. 1978)

                    -  Габриэль Бурбон-Сицилийский (1897—1975)
                      - Принц Антуан Бурбон-Сицилийский (1929—2019)
                        - (27)  Принц Франсуа Бурбон-Сицилийский (род. 1960)
                          -  (28)  Принц Антуан Бурбон-Сицилийский (род. 2003)

                        -  (29)  Принц Дженнаро Бурбон-Сицилийский (род. 1966)

                      - Принц Жан Мария Казимир Бурбон-Сицилийский (1933—2000)
                      -  (30)  Принц Казимир Бурбон-Сицилийский (род. 1938)
                        - (31)  Принц Луис Бурбон-Сицилийский (род. 1970)
                          -  (32)  Принц Паоло-Альфонсо Бурбон-Сицилийский (род. 2014)

                        -  (33)  Принц Александр Бурбон-Сицилийский (род. 1974)

                  - Гаэтано Бурбон-Сицилийский (1846—1871)
                  -  Паскаль, граф де Бари (1852—1904)

                - Карл Фердинанд Бурбон-Сицилийский (1811—1862)
                  -  Франческо, граф ди Маскали (1837—1862)

                - Леопольд Бурбон-Сицилийский (1813—1860)
                - Антонио Бурбон-Сицилийский (1816—1843)
                - Луиджи Бурбон-Сицилийский (1824—1897)
                  - Луиджи, граф Роккоджуджлилма (1845—1909)
                  -  Филипп Бурбон-Сицилийский (1847—1922)

                -  Франческо Бурбон-Сицилийский (1827—1892)

              -  Леопольд, принц Салерно (1790—1851)

            - Габриэль Испанский (1752—1788)
            -  Антонио Паскуаль Испанский (1755—1817)

        -  Филипп I ,герцог Пармский (1720—1765)
          -   Фердинанд I ,герцог Пармский (1751—1802)
            -   Король Этрурии Людовик I (1773—1803)
              -   Карл II ,герцог Пармский (1799—1883)
                -   Карл III ,герцог Пармский (1823—1854)
                  -   Роберт I, герцог Пармский (1848—1907)
                    - Элия Бурбон-Пармский (1880—1959)
                      -  Роберто Уго ,герцог Пармский (1909—1974)

                    - Хавьер, герцог Пармский (1889—1977)
                      - Карлос Уго, герцог Пармский (1930—2010)
                        - (34) Принц Карлос Бурбон-Пармский, герцог Пармский (род. 1970)
                          -  (35) Карлос, наследный принц Бурбон-Пармский (род. 2016)

                        -  (36) Принц Хайме Бурбон-Пармский, граф Барди (род. 1972)

                      -  (37) Принц Сикст Генри Бурбон-Пармский, герцог Арнхуэсский (род. 1940)

                    - Феличе Бурбон-Пармский (1893—1970)
                      -  Жан, великий герцог Люксембургский (1921—2019)
                        - (38)  Анри, великий герцог Люксембургский (род. 1955)
                          - (39) Гийом, наследный великий герцог Люксембургский (род. 1981)
                            - (40) Шарль Люксембургский (род. 2020)
                            -  (41) Франсуа Люксембургский (род. 2023)

                          - (42) Принц Феликс Люксембургский (род. 1984)
                            - (43) Принц Лиам Нассауский (род. 2016)
                            -  (44) Принц Бальтазар Нассауский (род. 2024)

                          - (45) Принц Луи Люксембургский (род. 1986)
                            -  (46) Принц Ноа Нассауский (род. 2007)

                          -  (47) Принц Себастьян Люксембургский (род. 1992)

                        - (48) Принц Жан Люксембургский (род. 1957)
                          - (49) Принц Константин Нассауский (род. 1988)
                          - (50) Принц Венцеслав Нассауский (род. 1990)
                          -  (51) Принц Карл-Иоганн Нассауский (род. 1992)
                            -  (52) принц Ксандер Нассауский (род. 2022)

                        -  (53) Принц Гийом Люксембургский (род. 1963)
                          - (54) Принц Пауль Луис Нассауский (род. 1998)
                          - (55) Принц Леопольд Нассауский (род. 2000)
                          -  (56) Принц Жан Андре Люксембургский (род. 2004)

                      -  Карл Люксембургский (1927—1977)
                        -  (57) Принц Роберт Люксембургский (род. 1968)
                          - (58) Принц Александр Нассауский (род. 1997)
                          -  Принц Фредерик Нассауский (2002—2025)

                    - Рене Бурбон-Пармский (1894—1962)
                      - Жак Бурбон-Пармский (1922—1964)
                        - (59) Принц Филипп Бурбон-Пармский (род. 1949)
                          - (60) Жак Бурбон-Пармский (род. 1986)
                          -  (61)  Жозеф Бурбон-Пармский (род. 1989)
                            -  (62) Артур Бурбон-Пармский (род. 2021)

                        -  (63) Принц Алан Бурбон-Пармский (род. 1955)

                      - Принц Мишель Бурбон-Пармский (1926—2018)
                        - Эрик Бурбон-Пармский (1953—2021)
                          - (64) Принц Мишель Бурбон-Пармский (род. 1989)
                          -  (65) Принц Генри Бурбон-Пармский (род. 1991)

                        -  (66) Принц Карл Эммануэл Бурбон-Пармский (род. 1962)
                          -  (67) Принц Амори Бурбон-Пармский (род. 1991)

                      -  Андре Бурбон-Пармский (1928—2011)
                        -  (68) Аксель Бурбон-Пармский (род. 1968)
                          -  (69) Ком Бурбон-Пармский (род. 1997)

                    -  Луиджи Бурбон-Пармский (1899—1967)
                      - Гай Бурбон-Пармский (1940—1991)
                        -  (70) Луи Бурбон-Пармский (род. 1966)
                          -  (71) Гай Бурбон-Пармский (род. 1995)

                      - (72) Принц Реми Бурбон-Пармский (род. 1942)
                        -  (73) Тристан Бурбон-Пармский (род. 1974)
                          -  (74) Имри Бурбон-Пармский (род. 2020)

                      -  (75) Принц Жан Бернард Бурбон-Пармский (род. 1961)
                        - (76) Арно де Бурбон (род. 1989)
                        -  (77) Кристоф де Бурбон (род. 1991)

        -  Луис Антонио Хайме, граф Чинчон (1727—1785)

### Орлеанская ветвь Бурбонов
- Король Людовик XIII (1601—1643)
  -  Филипп I, герцог Орлеанский (1640—1701), родоначальник Орленаской ветви Бурбонов
    -  Филипп II, герцог Орлеанский (1674—1723)
      -  Людовик IV, герцог Орлеанский (1703—1752)
        -  Луи Филипп I, герцог Орлеанский (1725—1785)
          -  Луи Филипп II, герцог Орлеанский (1747—1793)
            -   Король Луи Филипп I (1773—1850)
              - Фердинанд, герцог Орлеанский (1810—1842)
                - Луи-Филипп, граф Парижский (1838—1894)
                  - Филипп Орлеанский (1869—1926)
                  -  Фердинанд Орлеанский, герцог де Монпансье (1884—1924)

                -  Роберт, герцог Шартрский (1840—1910)
                  - Анри Орлеанский (1867—1901)
                  -  Жан Орлеанский (1874—1940)
                    -  Генрих Орлеанский (1908—1999)
                      - Принц Генри, граф Парижский, герцог Франции (1933—2019)
                        - Принц Франсуа, граф де Клермон (1961—2017)
                        - (1) Принц Жан, герцог Вандомский (род. 1965)
                          - (2) Принц Гастон Орлеанский (род. 2009)
                          -  (3) Принц Жозеф Орлеанский (род. 2016)

                        -  (4) Принц Эд, герцог Ангулемский (род. 1968)
                          -  (5) Принц Пьер Орлеанский (род. 2003)

                      - (6) Принц Жак, герцог Орлеанский (род. 1941)
                        - (7) Принц Шарль-Луи, герцог Шартрский (род. 1972)
                          - (8) Принц Филипп, герцог де Валуа (род. 1998)
                          -  (9) Принц Константин Орлеанский (род. 2003)

                        -  (10) Принц Фульк, герцог Омальский (род. 1974)

                      - (11) Принц Мишель, граф д’Эврё (род. 1941)
                        - (12) Принц Шарль Филипп, герцог Анжуйский (род. 1973)
                        -  (13) Принц Франсуа Орлеанский, граф Дре (род. 1982)
                          - (14) Принц Филипп Орлеанский (род. 2017)
                          -  (15) Принц Рафаэль Орлеанский (род. 2021)

                      -  Принц Тибо, граф де ла Марш (1948—1983)
                        -  (16) Принц Роберт, граф де ла Марш (род. 1976)

              - Луи Орлеанский, герцог Немурский (1814—1896)
                - Гастон, граф Э (1842—1922)
                  - Педру де Алькантара, принц Гран-Пара (1875—1940)
                    - Педру Гастан Орлеан-Браганса (1913—2007)
                      - (17) Принц Педру Карлуш Орлеан-Браганса (род. 1945)
                        - (18) Принц Педру Тиагу Орлеан-Браганса (род. 1979)
                        -  (19) Принц Филипе Орлеан-Браганса (род. 1982)

                      - (20) Принц Альфонсо Дуарте Орлеан-Браганса (род. 1948)
                      - (21) Принц Маноэл Альваро Орлеан-Браганса (род. 1949)
                        -  (22) Принц Мануэл Альфонсо Орлеан-Браганса (род. 1981)

                      -  (23) Принц Франсиско Умберто Орлеан-Браганса (род. 1956)
                        - (24) Принц Франсиско Теодоро Орлеан-Браганса (род. 1979)
                        -  (25) Принц Габриэл Орлеан-Браганса (род. 1989)

                    -  Жуан Орлеан-Браганса (1916—2005)
                      -  (26)  Принц Жуан Энрике Орлеан-Браганса (род. 1954)
                        -  (27) Принц Жуан Филипе Орлеан-Браганса (род. 1986)
                          -  (28) Принц Жуан Антонио Орлеан-Браганса (род. 2017)

                  -  Принц Луиш Орлеан-Браганса (1878—1920)
                    - Принц Педру Энрике Орлеан-Браганса (1909—1981)
                      - Принц Луиш Орлеан-Браганса (1938—2022)
                      - Принц Эудес Орлеан-Браганса (1939—2020)
                        - (29) Луиш Филипе Орлеан-Браганса (род. 1969)
                          -  (30) Максимилиано Орлеан-Браганса (род. 2012)

                      - (31) Принц Бертран Орлеан-Браганса (род. 1941)
                      - (32) Принц Педру де Алькантара Орлеан-Браганса (род. 1945)
                        -  (33) Габриэл Орлеан-Браганса (род. 1980)
                          -  (34) Габриэл Орлеан-Браганса (род. 2013)

                      - (35) Принц Фернанду Орлеан-Браганса (род. 1948)
                      - Принц Антониу Орлеан-Браганса (1950—2024)
                        - Педру Луиш Орлеан-Браганса (1983—2009)
                        -  (36)Принц Рафаэл Орлеан-Браганса (род. 1986)

                      - (37) Принц Франсиско Орлеан-Браганса (род. 1955)
                      -  (38) Принц Альберто Орлеан-Браганса (род. 1957)
                        - (39) Педру Альберту Орлеан-Браганса (род. 1988)
                        -  (40) Антониу Орлеан-Браганса (род. 1997)

                    -  Луиш Гаштан Орлеан-Браганса (1911—1931)

                -  Фердинанд Алансонский (1844—1910)
                  -  Эммануэль Орлеанский (1872—1931)
                    -  Шарль Орлеанский (1905—1970)

              - Франсуа Орлеанский, принц де Жуанвиль (1818—1900)
                -  Пьер Фили́пп Жан Мари́я, герцог Пентьевер (1845—1919)
                  -  Пьер Лебег (1881—1962)

              - Генрих Орлеанский, герцог Омальский (1822—1897)
                -  Луи Орлеанский, принц Конде (1845—1866)

              -  Антуан Орлеанский, герцог де Монпансье (1824—1890)
                -  Антонио, герцог Галлиера (1866—1930)
                  - Альфонсо, герцог Галлиера(1886—1975)
                    - Альваро, герцог Галлиера (1910—1997)
                      - Алонсо де Орлеан-Бурбон (1941—1975)
                        - (118) Альфонсо де Орлеан-Бурбон, герцог де Галлиера (род. 1968)
                          - (41) Дон Алонсо Хуан де Орлеан-Бурбон (род. 1994)

                        - (42)Дон Альваро де Орлеан-Бурбон (род. 1969)
                          -  (43) Дон Айден де Орлеан-Бурбон (род. 2009)

                      -  (44) Дон Альваро Хайме де Орлеан-Бурбон (род. 1947)
                        - (45) Дон Андреа де Орлеан-Бурбон (род. 1976)
                        - (46) Дон Алоис де Орлеан-Бурбон (род. 1979)
                          -  (47) Дон Алонсо де Орлеан-Бурбон  (род. 2010)

                    - Альфонсо де Орлеан-Бурбон (1912—1936)
                    -  Атаульфо де Орлеан-Бурбон (1913—1974)

                  -  Луис Фернандо, инфант Испании (1888—1945)

## Династические претензии
Согласно фракции французских роялистов-легитимистов, все законные мужские потомки Гуго Капета являются представителями французской королевской династии. По их словам, нынешним наследником французского престола является принц Луис Альфонс, герцог Анжуйский (род. 1974).
Традиционная «легитимность» основана на старых правилах, которые существовали в Королевстве Франции. Гражданские браки тогда не существовали. Эудес Орлеан-Браганса (род. 1977) и его брат Гай Орлеан-Браганса (род. 1985), сыновья принца Эудеса Орлеан-Браганса, родились в гражданском браке, поскольку их отец не получил документа о расторжении первого брака. Следовательно, они считаются незаконнорождёнными в соответствии с каноническим правом. Легитированные дети, родившиеся до брака их родителей, такие как старшие сыновья герцога Ното и Луи Люксембургского, также были исключены из порядка наследования.
Согласно орлеанской фракции французских роялистов, нынешним наследником французского престола, если он будет восстановлен, является принц Жан Орлеанский, герцог Вандомский (род. 1965). 

## Отречение
Отречение от прав на королевский трон создали взаимные претензии и споры между существующими ветвями дома Бурбонов. Первым из них является отказ в 1713 году нового короля Испании Филиппа V, внука короля Франции Людовика XIV, от своих прав на французский престол. Такой отказ считался недействителен в соответствии с основными законами этого королевства. Во Франции право наследования престол считается неотъемлемым правом, так что король всегда должен быть старшим потомком мужского рода Гуго Капета. Тем не менее, этот акт не имел практической ценности до угасания в 1883 году мужской линии французского короля Людовика XV в лице графа Шамбора. К тому времени монархии во Франции больше не существовало, и большинство оставшихся роялистов поддержали графа Парижского, потомка Филиппа I, герцога Орлеанского (1640—1701), младшего брата короля Франции Людовика XIV.
Король Испании Карл III (1759—1788) постановил, что Королевства Испания и Обеих Сицилий никогда не должны объединяться. В контексте, полусаличный закон преемственности затем действовал в Испании, а в Королевстве Обеих Сицилий — секундогенитурный, если трон остаётся вакантным. В 1900 году принц Карлос Бурбон-Сицилийский (1870—1949) отказался от своих прав на престол Обеих Сицилий, после его женитьбы на Мерседес, принцессе Астурийской. Это сделало его детей наследниками испанского престола. Но испанский король Альфонсо XII и его линия сместили их дальше по линии преемственности, в то время как смерть Фердинанда, старшего брата Карлоса, сделала их непосредственными наследниками несуществующего королевского престола Обеих Сицилий. Сын Карлоса, инфант Альфонсо, герцог Калабрийский (1901—1964), несмотря на решение своего отца, объявил себя главой Бурбон-Сицилийского дома. Против этого выступил его дядя, принц Раньери, герцог ди Кастро (1883—1973). Спор по-прежнему остаётся нерешённым. Претендента от Калабрийской линии поддерживает король Испании, а претендент от линии герцогов ди Кастро пользуется поддержкой других королевских домов и остальных членов Бурбон-Сицилийского дома.
В 1908 году Педру де Алькантара, принц Гран-Пара (1875—1940), решил жениться на чешской графине Елизавете Добрженской из Добржениц. Чешская дворянка, она не принадлежала ни к королевской, ни к правящей династии. Конституция Бразильской империи не требовала, чтобы члены династии вступали в равный брак, но они должны были заключать брак, получив предварительное согласия монарха. Претендентом на императорский трон в то время была мать Педро, Изабелла Бразильская, которая хотела, чтобы её дети вышли замуж за представителей европейских королевских семей, чтобы увеличить перспективы при восстановлении бразильского престола. В результате Педру де Алькантара отказался от своих прав на престол Бразилии. Таким образом, Васорасская ветвь, потомки его младшего брата, принца Луиша Орлеан-Браганца, стали наследниками бразильской монархии в 1940 году.

## Другие отречения
- Инфанте Хайме, герцог Сеговии (1908—1975), отказался от своих прав на испанский престол за себя и своих потомков в 1933 году из-за своей глухоты. В 1949 году он отказался от своего первоначального отказа от испанского престола, но в 1969 году дон Хайме окончательно отказался от испанской преемственности в пользу своего племянника короля Испании Хуана Карлоса I по ходатайству его сына Альфонсо де Бурбона.
- Жан, великий герцог Люксембургский (1921—2019), отрекся от титулов Бурбон-Пармского дома за себя и своих потомков в 1986 году, когда его старший сын, тогдашний наследный великий князь Анри женился на Марии-Терезии Местре. Причина этого заключалась в том, что герцог Пармский, Карлос Уго, признал брак неравным в 1981 году, а также брак принца Жан Люксембургского с Элен Сюзанной Вестер в 1987 году, за что он отказался от своих прав в Люксембурге в 1986 году.
- Принц Людовик Люксембургский (род. 1986), отказался от прав наследования люксембургского престола за себя и своих наследников из-за морганатического брака в 2006 году
- Принц Жан Люксембургский (род. 1957), отказался от права наследования люксембургского престола за себя и своих наследников 26 сентября 1986 года перед вступлением в морганатический брак.